# 東栄町 (名古屋市)
東栄町（とうえいちょう）は、愛知県名古屋市瑞穂区の地名。現行行政地名は東栄町1丁目から東栄町8丁目。住居表示未実施地域。

## 地理
名古屋市瑞穂区中央部に位置する。東は汐路町、西は瑞穂通、南は佐渡町、北は川澄町に接する。

## 歴史

### 地名の由来
旧字東ノ割に由来する。また、塩付街道の東から栄えたことに由来するとの説もある。

### 沿革
- 江戸時代 - 尾張国愛知郡北井戸田村の一部として所在[1]。
- 1874年（明治7年）3月 - 合併に伴い、愛知郡瑞穂村の一部となる[1]。
- 1906年（明治39年）5月10日 - 合併に伴い、愛知郡呼続町大字瑞穂の一部となる[1]。
- 1921年（大正10年）8月22日 - 合併に伴い、名古屋市南区瑞穂町の一部となる[1]。
- 1934年（昭和9年）7月20日 - 南区瑞穂町字石仏・小者田・川澄・東ノ割・御莨・佐渡リ・村上の各一部により、同区東栄町1～8丁目として成立[9]。
- 1937年（昭和12年）10月1日 - 行政区の変更に伴い、昭和区東栄町となる[1]。
- 1944年（昭和19年）10月1日 - 行政区の変更に伴い、瑞穂区東栄町となる[1]。
- 1950年（昭和25年）7月15日 - 瑞穂町字東ノ割の一部が5・6丁目に編入[9]。

## 世帯数と人口
2019年（平成31年）3月1日現在の世帯数と人口は以下の通りである。
| 町丁   | 世帯数  | 人口    |
| ------ | ------- | ------- |
| 東栄町 | 668世帯 | 1,404人 |

### 人口の変遷
国勢調査による人口の推移
| 1950年（昭和25年） | 1,543人 | [ 10 ] |  |
| 1955年（昭和30年） | 1,903人 | [ 10 ] |  |
| 1960年（昭和35年） | 2,124人 | [ 11 ] |  |
| 1965年（昭和40年） | 2,449人 | [ 11 ] |  |
| 1970年（昭和45年） | 2,226人 | [ 12 ] |  |
| 1975年（昭和50年） | 2,084人 | [ 12 ] |  |
| 1980年（昭和55年） | 1,939人 | [ 13 ] |  |
| 1985年（昭和60年） | 1,868人 | [ 13 ] |  |
| 1990年（平成2年）  | 1,716人 | [ 14 ] |  |
| 1995年（平成7年）  | 1,602人 | [ 15 ] |  |
| 2000年（平成12年） | 1,478人 | [ 16 ] |  |
| 2005年（平成17年） | 1,514人 | [ 17 ] |  |
| 2010年（平成22年） | 1,412人 | [ 18 ] |  |

## 学区
市立小・中学校に通う場合、学校等は以下の通りとなる。また、公立高等学校に通う場合の学区は以下の通りとなる。
| 番・番地等 | 小学校               | 中学校               | 高等学校 |
| ---------- | -------------------- | -------------------- | -------- |
| 全域       | 名古屋市立汐路小学校 | 名古屋市立汐路中学校 | 尾張学区 |

## 施設
- 八幡社[7]
- 真言宗豊山派東栄寺[7]北緯35度8分2.8秒 東経136度56分9.6秒 / 北緯35.134111度 東経136.936000度
- 真宗大谷派芳春寺[7]北緯35度8分4.5秒 東経136度56分6.2秒 / 北緯35.134583度 東経136.935056度
- 瑞穂キリスト福音教会[7]
- 天理教御器所分教会[7]北緯35度8分7.8秒 東経136度56分13.6秒 / 北緯35.135500度 東経136.937111度

## その他

### 日本郵便
- 郵便番号 : 467-0017[4]（集配局：瑞穂郵便局[21]）。